# نورا هيرانو
نورا هيرانو (باليابانية: 平野ノラ؛ بالكانا: ひらの ノラ) هي ممثلة هزلية ‏ يابانية، ولدت في 20 أكتوبر 1978 في طوكيو في اليابان.

## وصلات خارجية
- الموقع الرسمي